# Нарцис жонкіль
Нарцис жонкіль (Narcissus jonquilla) — це цибулинна квітуча рослина, вид роду нарцис, що походить з Іспанії та Португалії, але зараз натуралізована у багатьох інших регіонах, зокрема Франції, Італії, Туреччині, колишній Югославії, Мадейрі, Британській Колумбії в Канаді, Юті, Іллінойсі, Огайо та південному сході США від Техасу до Меріленда.

## Опис
Нарцис жонкіль має вузьке довге листя, що нагадує прутики. Така будова не є характерною для інших нарцисів. Кожна цибулина пізньою весною розвиває, крім листя, одне-два стебла, що несуть чотири-шість жовтих запашних квітів, в парасольках, з кільцеподібною кроною.
Він є основою численних сортів нарцисів у садівництві. Класифікація нарцисів Королівським садівничим товариством включає гібриди N. jonquilla та N. apodanthus, наводячи чіткі характеристики цих двох видів.
Нарцис жонкіль культивується з XVIII століття у Франції та використовується для отримання олії, яка є складовою багатьох сучасних парфумів.

## Галерея

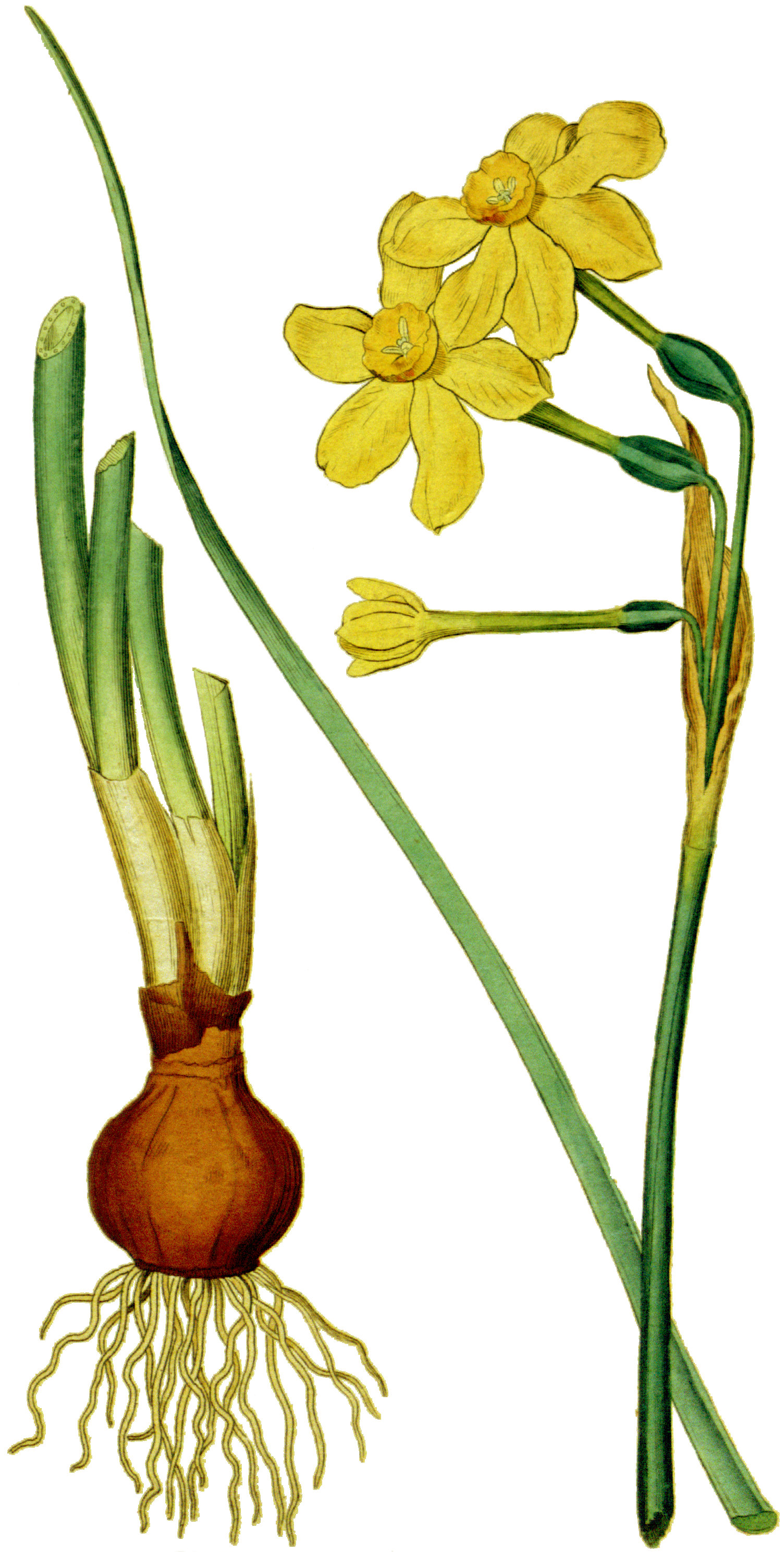
Ботанічне зображення
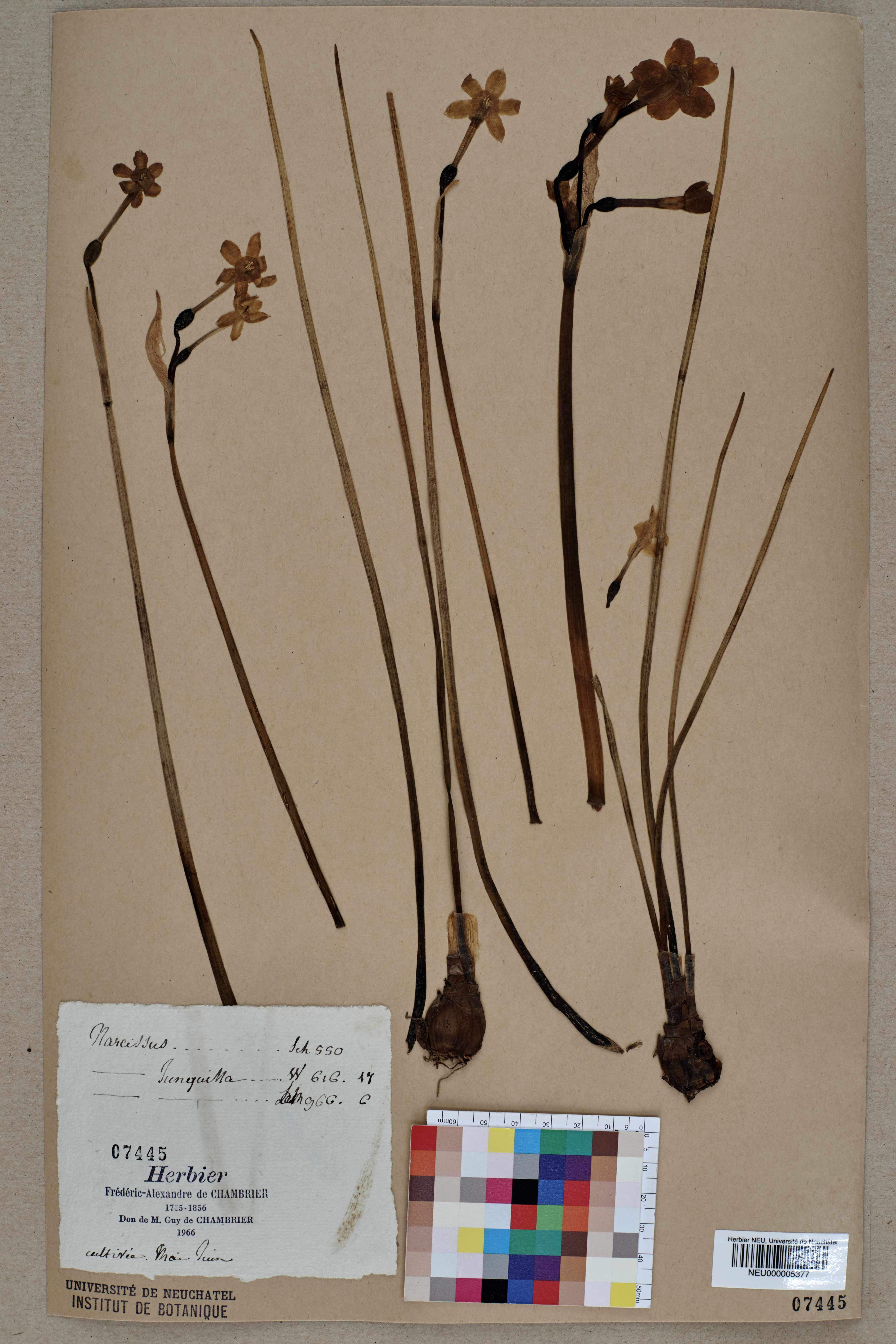
Гербарій
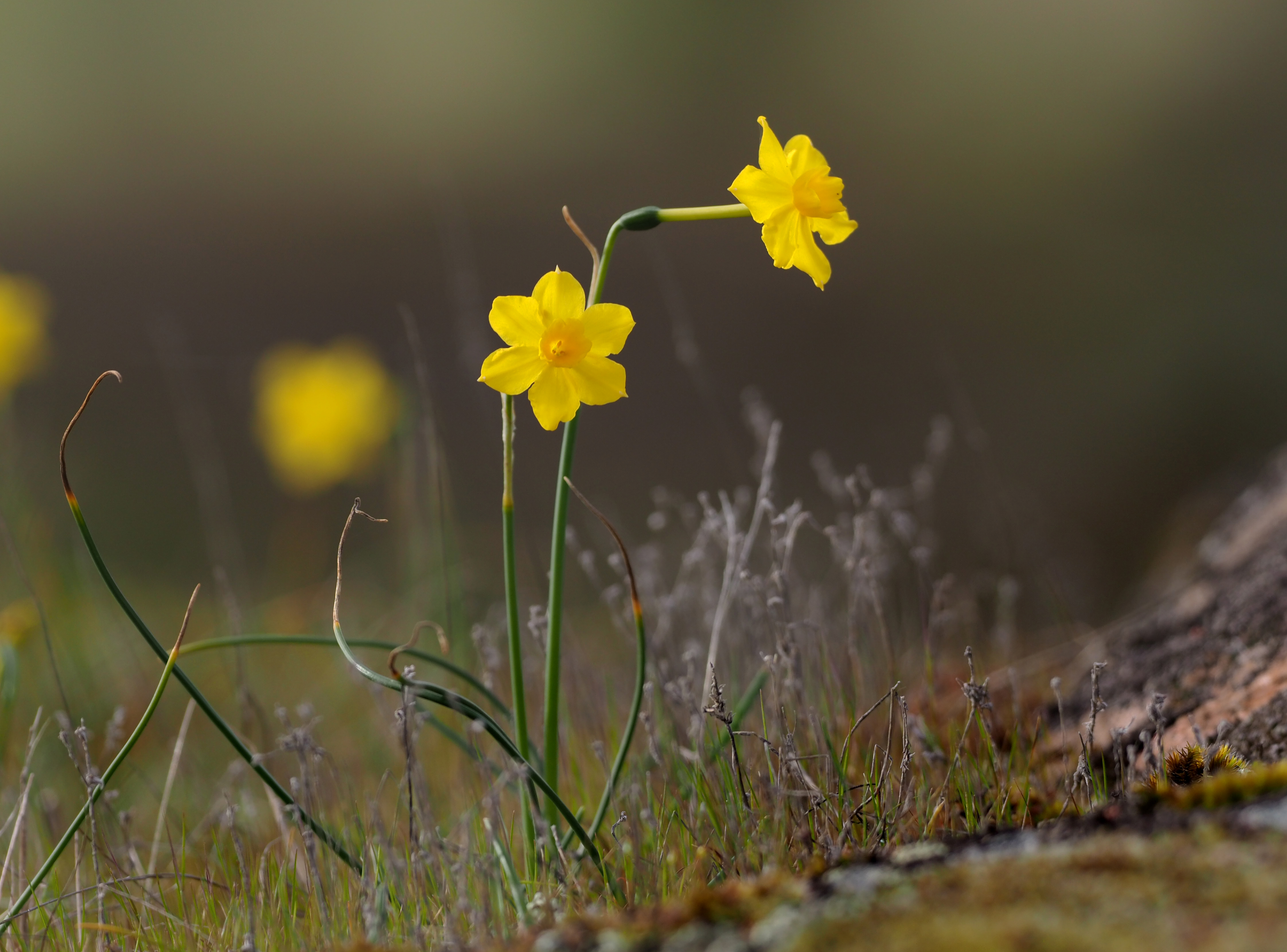
Нарцис жонкіль в Іспанії
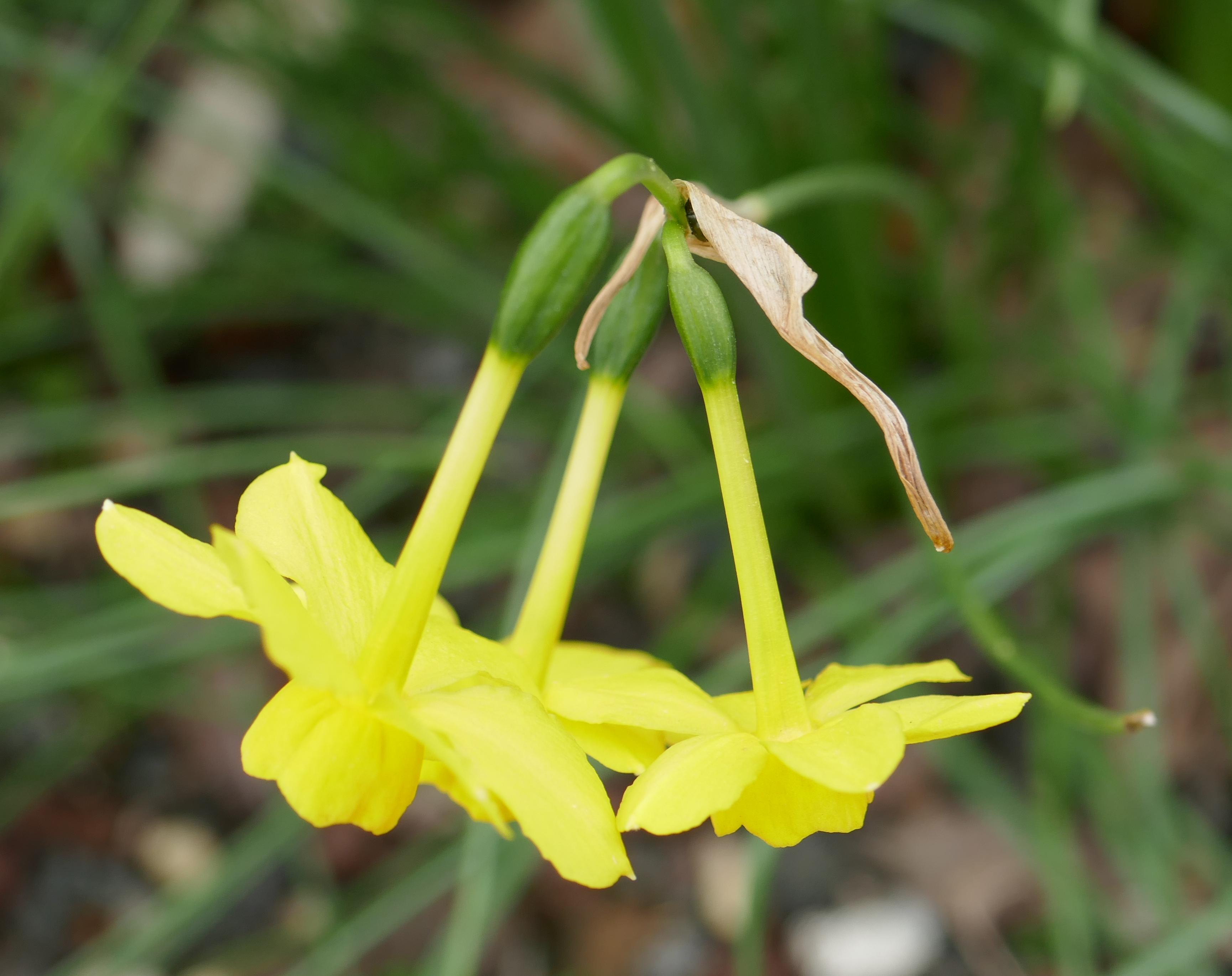
Суцвіття (Narcissus jonquilla subsp. fernandesii, cultivé)
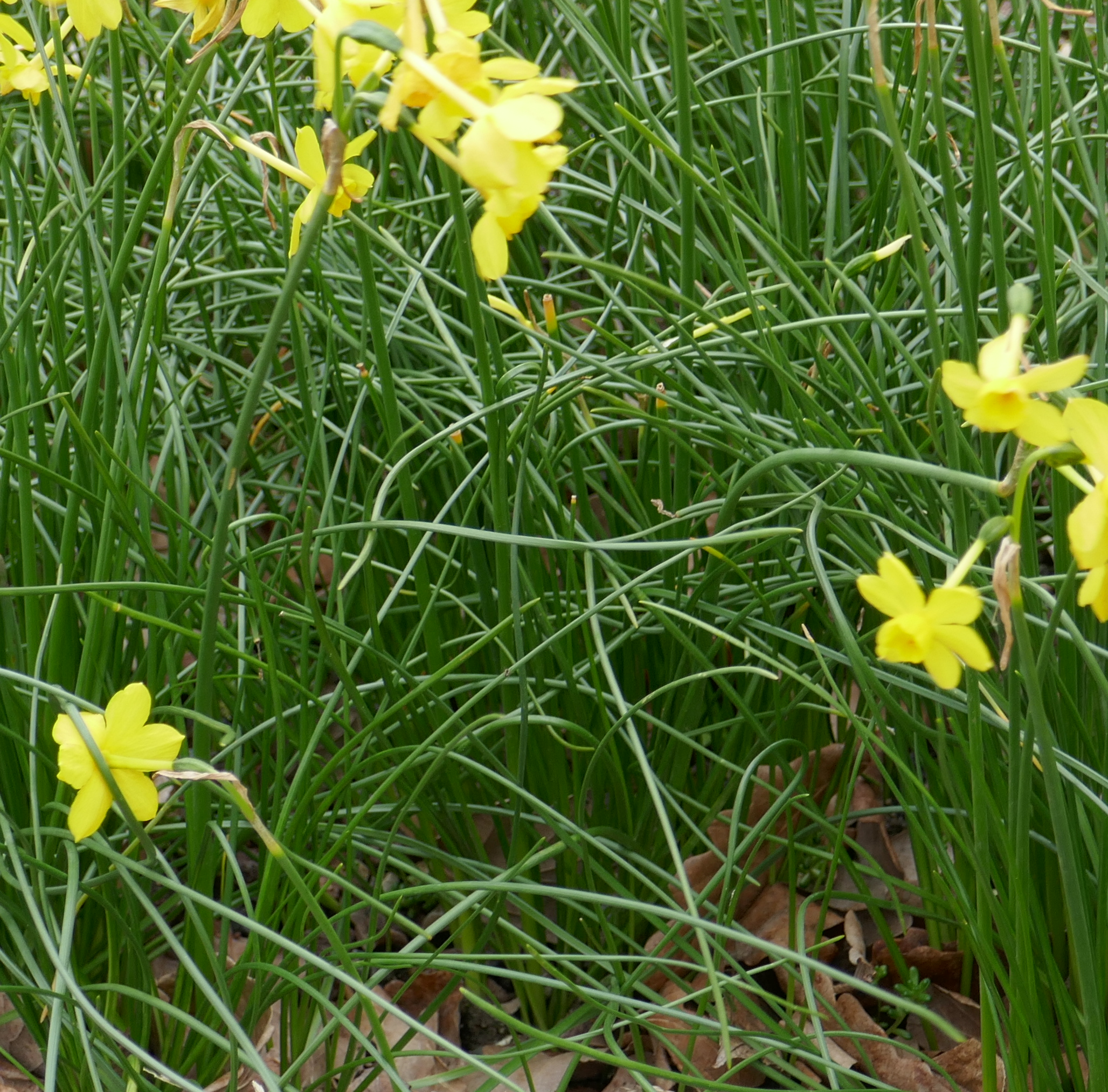
Трубчасте листя (Narcissus jonquilla subsp. fernandesii, cultivé)